# دره، عراق
دره  یک روستا در عراق است که در استان دهوک واقع شده‌است.
 دره  ۲۵۰ نفر جمعیت دارد.